# 巴勃罗·钦奇利亚
巴勃罗·钦奇利亚（西班牙語：Pablo Chinchilla，1978年12月21日—），哥斯达黎加男子足球运动员，司职后卫。他曾代表哥斯达黎加国家队参加2002年国际足联世界杯，结果队伍止步小组赛阶段。